# NGC 2200
NGC 2200 je galaksija u zviježđu Krmi.

## Vanjske poveznice
- SEDS: NGC 2200